# Карташова, Дарья Анатольевна
Да́рья Анато́льевна Карташо́ва (род. 28 июля 1997 года) — российская пловчиха.

## Карьера
Спортивную карьеру начала в Нижнем Новгороде в ДЮЦ «Сормово», представляла Нижегородскую область. В 2013 году в польском городе Познань на чемпионате Европы по плаванию среди юниоров завоевала золото в эстафете 4×100 м вольным стилем. Несколько позже в Дубае стала бронзовым призёром чемпионата мира среди юниоров в эстафете 4×100 м вольным стилем.
На чемпионате Европы по плаванию на короткой воде 2015 года завоевала бронзовую медаль в эстафете 4×50 метров вольным стилем.
Тренируется в Санкт-Петербургском колледже олимпийского резерва № 1 под руководством В. А. Измайлова. Приказом Министерства спорта Российской Федерации от 21 февраля 2013 года № 9-нг получила спортивное звание мастера спорта России. Тремя с половиной годами позднее (в 18-летнем возрасте) приказом Министерства спорта Российской Федерации от 20 июня 2016 года № 70-нг получила спортивное звание мастера спорта России международного класса.